# Üveys Paša
Üveys Paša (1512–1548) byl osmanský princ, syn sultána Selima I. (známý jako Hrozný či Ukrutný).

## Pozadí
Jeho matka byla dívka z harému, jejíž jméno je neznámé. Vzhledem k její nedisciplinovanosti byla z harému vyloučena. Podle osmanských tradic byly dívky vyloučené z harému provdány za beye nebo zámožného, vysoce postaveného muže. V té době již byla těhotná a tak se Üveys narodil u jejího nového manžela.

## Osobní život
Selim se o svého syna staral a díky tomu se z něj stal vysoce postavený říšský byrokrat. Nicméně sultán Selim v roce 1520 zemřel a Üveys vzhledem ke všem okolnostem neměl nárok na osmanský trůn (nenarodil se v harému a i přesto, že bylo jasné, že se jedná o syna sultána, byl považován za syna manžela jeho matky[ujasnit]). Sulejman I., syn Selima a legitimní nástupce, se o Üveyse také staral a nenechal jej vzhledem k tradicím popravit, jelikož jeho trůn nemohl nijak ohrozit. V roce 1535, krátce po dobytí Bagdádu (dnešní hlavní město Iráku), se stal městským beylerbeyem (guvernérem). V roce 1545 byl pověřen dobytím města Ta'izz (dnešní Jemen), což se mu podařilo.

## Smrt
V roce 1548 námořní voják Pehlivan Hasan začal vzpouru v Jemenu. Zatímco se Üveys snažil vzpouru potlačit, byl vzbouřenci zavražděn. Vzpouru později potlačil Özdemir Paša. Podle osmanského historika Aliho Efendiho Sulejman I. po obdržení informace o Üveysovy smrti plakal a řekl: „On byl můj bratr.“